# Michel Housse
 (décembre 2020).
Michel Housse, né le 17 avril 1934 à Lyon, est un basketteur international, joueur puis dirigeant français.

## Biographie

### Joueur
Il fait ses premiers dribbles au lycée Ampère où il obtient son bac quelques années plus tard, puis il est formé à l'A.L.Vassieux (Vassieux est un quartier lyonnais).
Il remporte 2 fois le Critérium lyonnais du jeune basketteur, il participera donc 2 fois à l'épreuve finale à Paris[réf. nécessaire].
Approché par Georges Roy, il signe au S.A.L. en 1953, entraîné par Bruno Cavellini puis par André Buffière.
Il joue meneur de jeu ou 2e arrière.
Il est Champion de France Excellence (deuxième division de l'époque) en 1957, avec comme coéquipiers : Georges Burdy, Georges Pilloux, Roger Chaudenson, Francis Beaufort, Marcel Duperray, Maurice Buffière et André Buffière, à la fois joueur et entraîneur; puis vainqueur de la coupe de France en 1961, avec Michel Branquaz, Georges Hurtel, Maurice Buffière, Jacques Caballé, Lucien Sedat, Daniel Rollion et Robert Monclar.
Il sera trois fois finaliste du championnat de France en 1960, 1961 et 1968, demi finaliste de la coupe de France en 1967, ce qui lui permettra de disputer la coupe d'Europe des vainqueurs de coupe.
Il est intégré au Bataillon de Joinville où il devient international et capitaine de l'équipe de France, aux championnats du monde  militaire. 
Il a 13 sélections en équipe nationale (1re sélection en 1961 contre les Pays-Bas, dernière sélection en 1961 contre la Bulgarie, aux championnats d'Europe à Belgrade).

### Dirigeant
Il reste fidèle au Stade auto lyonnais jusqu'au bout, d'abord trésorier puis Président Général Omnisports de 1988 à 2000, il organise la journée du 50e anniversaire du S.A.L. en 1994.
Il est président des Comités du Rhône et du lyonnais de la jeunesse et des sports pendant 15 ans, et vice président du Comité directeur de la fédération des médaillés de la jeunesse et des sports pendant 12 ans, dont il est médaillé de bronze, d'argent et d'or.
Il travaille chez Berliet à Vénissieux à la comptabilité, puis dans la section Berliet International à Saint-Priest, futur R.V.I., dont il devient chef du département comptabilité et gestion[réf. nécessaire].
Il est marié avec Christiane, ancienne internationale de volley de l'A.S.U.Lyon, et il est le père de trois filles.